# Колдино (Московская область)
Колдино — деревня в Ступинском районе Московской области в составе Городского поселения Ступино (до 2006 года входила в Староситненский сельский округ). На 2016 год в Колдино 1 улица — Кулижная и Кулижный переулок. Впервые в исторических документах упоминается в 1577 году, как деревня Колдына. В 1887 году в деревне была построена деревянная часовня, не дошедшая до наших дней.

## Население
| 2002 | 2006 | 2010 |
| ---- | ---- | ---- |
| 17   | ↘5   | ↗17  |

Колдино расположено на юге центральной части района, на безымянном ручье, правом притоке реки Ситня, высота центра деревни над уровнем моря — 168 м. Ближайшие населённые пункты: Аксинькино — примерно в 0,5 км на северо-запад, Тростники в 1,3 км на восток и Колюпаново — около 1 км на юго-запад.